# Vuk Drašković

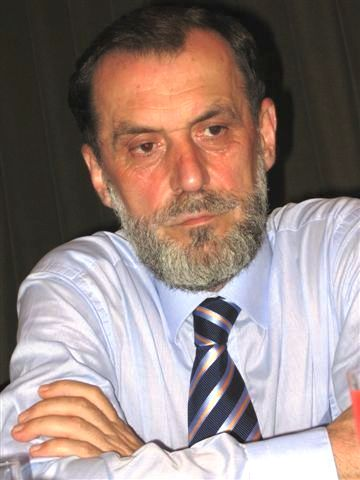
Vuk Drašković, 28. Juni 2006

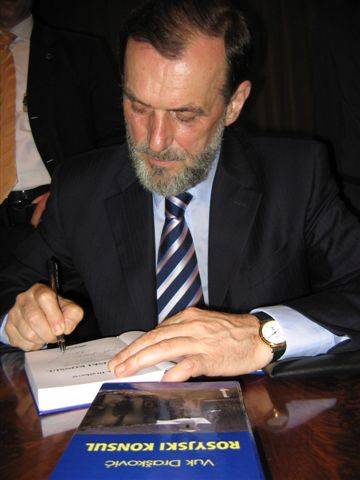
Vuk Drašković, 2006

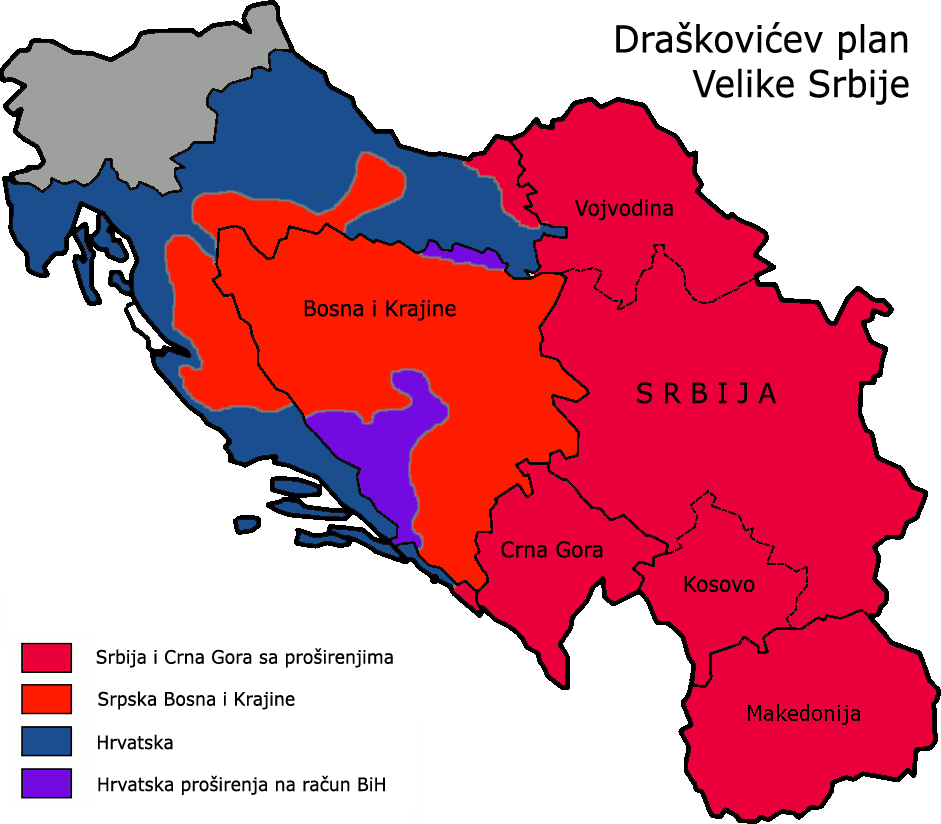
Vuk Draškovićs Großserbien-Plan

Vuk Drašković (serbisch-kyrillisch Вук Драшковић; * 29. November 1946 in Međa, Vojvodina, SFR Jugoslawien) ist ein serbischer Politiker und Schriftsteller. Er war Außenminister von Serbien und Montenegro und Serbien.

## Leben

### Kommunistische Ära
Drašković wurde in Međa (Међа) nahe Žitište in der Provinz Vojvodina geboren. Im Jahr 1968 erhielt er seinen Abschluss in Rechtswissenschaften an der Universität von Belgrad. Von 1969 bis 1980 arbeitete er als Journalist für die jugoslawische Nachrichtenagentur Tanjug.
Zwischen 1970 und 1980 schrieb er fünf Romane. Er war zudem Mitglied der jugoslawischen Kommunistischen Partei.

### Die Zeit ab 1990
Im Jahr 1990 gründete Drašković gemeinsam mit Vojislav Šešelj die Serbische Erneuerungsbewegung (Srpski Pokret Obnove, SPO), eine nationalistisch-monarchistische Partei. Die Partei nahm erfolglos an den ersten demokratischen Wahlen der postkommunistischen Ära teil, welche am 9. Dezember 1990 abgehalten wurden. Nach diesem Fehlschlag versuchte Drašković mittels Protestaktionen den serbischen Präsidenten Slobodan Milošević zu stürzen. Bei einer Massendemonstration in Belgrad am 9. März 1991 intervenierte die serbische Polizei, und es kam zu Zusammenstößen, so dass schließlich die jugoslawische Volksarmee einschritt.
Zu diesem Zeitpunkt war Drašković klar nationalistisch ausgerichtet. Er drang gleichzeitig auf eine deutliche Demokratisierung und eine Zusammenarbeit mit den Staaten des Westens, um den jugoslawischen Bundesstaat zu erhalten. Durch seine oft emotionale, poetische Rhetorik zog er jedoch den Vorwurf des Extremismus und des nationalistischen Hardlinertums auf sich.
1991 wandte er sich gegen den Krieg, insbesondere gegen die serbischen Angriffe auf Vukovar. 1992 rief er die Bürger Bosnien und Herzegowinas auf, dem Nationalismus zu entsagen und wies als erster serbischer Politiker auf Kriegsverbrechen der eigenen Seite hin. Für ihre Opposition gegen Slobodan Milošević zahlten Drašković und seine Frau Danica persönlich einen hohen Preis. 1993 wurden sie festgenommen, verprügelt und in ein Hochsicherheitsgefängnis verbracht. Durch einen Hungerstreik, Druck von Oppositionsparteien und seitens der internationalen Gemeinschaft wurde schließlich seine Freilassung erreicht.
1996 bildete die SPO gemeinsam mit der Demokratischen Partei von Zoran Đinđić und der Bürgerallianz von Vesna Pešić die oppositionelle Zajedno-Allianz, welche bei den Kommunalwahlen im November einige Erfolge erreichte. Es kam jedoch bald zum Zerwürfnis zwischen den Parteien, und bei den Parlamentswahlen 1997 trat die SPO im Alleingang an.
Im Januar 1998 wurde die SPO von der serbischen sozialistischen Partei Miloševićs in eine Koalition eingebunden. Drašković selbst wurde Anfang 1999 stellvertretender Ministerpräsident Jugoslawiens. Dies war eine Reaktion auf Miloševićs Aufruf zur nationalen Einheit angesichts des Kosovo-Konflikts. Als die NATO im Kosovo intervenierte, kam es jedoch zum neuerlichen Bruch mit Milošević, und die SPO schloss sich wieder der Opposition an.
Drašković überlebte am 3. Oktober 1999 und am 15. Juni 2000 zwei Attentate. Vier seiner engsten Mitarbeiter wurden ermordet. Später wurde gegen Milošević und Milorad Ulemek in diesem Zusammenhang Anklage erhoben. Ulemek wurde zu 40 Jahren Haft verurteilt, Milošević starb in Untersuchungshaft.

### Die Zeit nach Milošević
Drašković hat ein gespaltenes Verhältnis zu den meisten Persönlichkeiten auf der politischen Bühne Serbiens, das zwischen leidenschaftlicher Konfrontation und offener Kooperation schwankt. Drašković blieb der demokratischen Oppositionsbewegung fern, die sich 2000 formierte und Milošević stürzte, was er später als einen schweren Fehler erkannte. Während der folgenden drei Jahre spielte die Partei Drašković daher nur eine untergeordnete Rolle in der serbischen Politik.
Im Herbst 2002 versuchte Drašković ein Comeback, indem er als einer von 11 Kandidaten bei den (letztlich aufgrund zu geringer Beteiligung gescheiterten) serbischen Präsidentschaftswahlen antrat. Trotz eines professionell gestalteten Wahlkampfes, in welchem er sein Auftreten änderte und seine Rhetorik mäßigte, erreichte er lediglich 4,5 % der Stimmen.
Die nächste Gelegenheit bot sich bei den serbischen Parlamentswahlen 2003. Drašković und seine SPO gingen ein Bündnis mit der konservativen Partei „Neues Serbien“ ein. Der Erfolg war bescheiden, doch reichte es zur Beteiligung an einer Minderheitsregierung unter Vojislav Koštunica, wodurch die rechtsextreme SRS von Vojislav Šešelj in der Opposition gehalten werden konnte. Drašković selbst gelangte ins Amt des serbischen Außenministers.